# Banque islamique de développement
Pour les articles homonymes, voir BID et IDB.
La Banque islamique de développement ou BID (en arabe : البنك الإسلامي للتنمية ; en anglais : Islamic Development Bank ou IsDB) est un organisme financier ayant pour objectif d'être une banque mondiale pour les pays musulmans. Elle a été créée en 1973 et commence ses activités en 1975 à Djeddah, en Arabie saoudite.

## Histoire
Deux bureaux régionaux sont ouverts en 1994 : un à Rabat (Maroc), l'autre à Kuala Lumpur (Malaisie). En juillet 1997, un bureau ouvre à Almaty (Kazakhstan) pour servir de lien entre les pays membres d'IDB et les républiques asiatiques centrales.
Le 8 décembre 2005, réclamant une augmentation du capital d'IDB pour renforcer son rôle d'aide et d'assistance technique, le conseil de l'IDB a augmenté l'action souscrite en capital d'IDB de 15 milliards de dinars islamiques pour devenir 30 milliards de dinars islamiques et le capital souscrit par 6,9 milliards de dinars islamiques de devenir 15 milliards de dinars islamiques.
En 2009, la BID rachète avec la banque turque Bank Aasya le réseau Banque islamique en Afrique de l'Ouest (Niger, Guinée, Sénégal).
En janvier 2014, à la suite de soupçons de corruption révélés par l'association Sherpa, la BID annonce retirer sa participation au financement de l’extension de la centrale électrique à Nouakchott,. En avril 2014, la BID fait volte-face et annonce son retour dans le projet d'extension de la centrale électrique de Nouakchott avec un apport de 60 millions de dollars.
En janvier 2015, la BID entre au capital de la banque Zitouna à hauteur de 20,9 % pour 17 millions d'euros (37 millions de dinars), une banque dotée de 70 agences sur le territoire tunisien, pour accompagner son développement national.
En juillet 2017, lors de sa 42e assemblée annuelle, la BID alloue 383 millions de dollars US pour trois projets d'énergie en Afrique : 165,4 millions de dollars sont attribués Mali pour la construction de la centrale thermique de Sirakoro (capacité : 100 MW), 115,6 millions de dollars sont accordés à l'Égypte pour la construction de 2 centrales solaires (capacité : 550 MW), et 102,8 millions de dollars sont accordés au Burkina Faso pour la construction de la centrale thermique de Kossodo à Ouagadougou (capacité : 50 MW).

## Activités

### Fonctionnement
Le but de la banque est de stimuler le développement économique et le progrès social des pays membres et des communautés musulmanes individuellement aussi bien que conjointement selon les principes de la finance islamique. La BID cible les secteurs de la science et de la technologie, de l'économie islamique, de la banque et de la finance. Le groupe répond à 3 objectifs :
1. la promotion des institutions islamiques ;
2. la réduction de la pauvreté ;
3. la coopération entre les pays membres.

La banque participe, via injection en capital ou prêt, à des projets d’entreprises et fournit une aide financière aux pays membres pour leur développement économique et social. La Banque gère des fonds spéciaux, y compris un fond d’assistance aux communautés musulmanes dans des pays non-membres. Elle est autorisée à accepter les dépôts et à mobiliser les ressources financières selon des modalités conformes à la Shari'ah. La BID a également pour objectif de promouvoir les exportations de ses pays membres, quand le taux d'intégration des produits est supérieur ou égal à 40 %.
La banque sert d'intermédiaire financier s’occupant du crédit-bail, des opérations entre banques islamiques, des fonds communs de placement et des assurances. Elle cible les projets d’infrastructure (Fonds d’infrastructure de la BID) concernant notamment les secteurs de l’électricité, de l’approvisionnement en eau, des transports et des télécommunications, ainsi que les projets dans le domaine de l’industrie, de l’agro-industrie, ou dans d’autres domaines, et dont l’importance économique est considérable.
La BID ne prélève pas d’intérêt dans le cadre de ses opérations de financement. La plupart de ses revenus proviennent du crédit-bail, des ventes à tempérament et des opérations de financement du commerce extérieur, sur lesquels un taux de rendement est appliqué, conformément aux principes de la Shari’ah.

### Membres
La banque compte 57 membres. Pour être membre, un pays doit être également membre de l'Organisation de la coopération islamique (OCI), verser une contribution au capital de la banque et accepter les termes et conditions qui peuvent être décidées par le Conseil des gouverneurs de la BID. En juillet 2018, tous les membres de l'OCI sont aussi membres de la BID.
Le bureau principal de la banque est à Djeddah en Arabie saoudite. La banque a également des représentants dans onze pays membres.
Principaux pays ayant des parts de capital en 2015 :

Pays membres de la Banque islamique de développement

| Rang | Pays                | % du capital |
| ---- | ------------------- | ------------ |
| 1    | Arabie saoudite     | 26,57 %      |
| 2    | Algérie             | 10,66 %      |
| 3    | Iran                | 9,32 %       |
| 4    | Égypte              | 9,22 %       |
| 5    | Turquie             | 8,41 %       |
| 6    | Émirats arabes unis | 7,54 %       |
| 7    | Koweït              | 7,11 %       |
| 8    | Pakistan            | 3,31 %       |
| 9    | Libye               | 3,31 %       |
| 10   | Indonésie           | 2,93 %       |

### Filiale
- Société islamique de développement du secteur privé (SID ou SIDSP), filiale de la BID octroyant des services financiers aux secteurs privés des pays qui y adhérent[11].

### Projets financés
| Année | Pays                   | Projet                                                                            | Somme (millions US$) | Co-financement                       | Source |
| ----- | ---------------------- | --------------------------------------------------------------------------------- | -------------------- | ------------------------------------ | ------ |
| 2020  | Côte d'Ivoire          | Gestion des déchets liquides à Abidjan                                            | 90                   |                                      | [ 12 ] |
| 2017  | Sénégal                | Projets de microfinance islamique                                                 | 60                   |                                      | [ 13 ] |
| 2017  | Sénégal                | Éradication du paludisme                                                          | 32                   |                                      | [ 13 ] |
| 2017  | Mali                   | Centrale thermique de Sirakoro (capacité : 100 MW)                                | 165,4                |                                      | [ 8 ]  |
| 2017  | Égypte                 | 2 centrales solaires (capacité : 550 MW)                                          | 115,6                |                                      | [ 8 ]  |
| 2017  | Burkina Faso           | Centrale thermique de Kossodo à Ouagadougou (capacité : 50 MW)                    | 102,8                |                                      | [ 8 ]  |
| 2016  | Sénégal                | Projet d’hydraulique urbaine de Keur Momar Sarr 3 (200 000 mètres cubes par jour) | 156                  | BEI, AFD, BAD, AID (Banque mondiale) | [ 14 ] |
| 2014  | Niger                  | Barrage de Kandadji                                                               | 150                  | Banque mondiale, AFD                 | [ 15 ] |
| 2014  | Région méditerranéenne | Fonds d'investissement pour les petites entreprises                               | 120                  | BERD                                 | [ 16 ] |
| 2014  | Mauritanie             | Centrale électrique à Nouakchott                                                  | 60                   |                                      | [ 6 ]  |
| 2013  | Côte d'Ivoire          | Tronçon reliant l'autoroute nord à Yamoussoukro                                   |                      | BADEA                                | [ 17 ] |

## Données financières
| Année        | Capital (milliards IDB) | Source |
| ------------ | ----------------------- | ------ |
| Jusqu'à 1992 | 2                       |        |
| 1992         | 6                       |        |
| 2002         | 15                      |        |
| 2005         | 30                      | [ 2 ]  |
| 2013         | 100                     | [ 19 ] |

À la fin 2012, les actifs de la banque s'élèvent à 1 550 milliards de dollars selon l'agence de notation Ernst & Young.

## Direction
- Directeur : Ahmad Mohamed Ali (depuis 1975)[20]